# Sítio Arqueológico de São Miguel Arcanjo
O Sítio Arqueológico de São Miguel Arcanjo, popularmente conhecido como Ruínas de São Miguel das Missões, e originalmente chamado Misión de San Miguel Arcángel, é o conjunto de remanescentes da antiga redução jesuítica de São Miguel Arcanjo, integrante dos chamados Sete Povos das Missões. Localiza-se no município de São Miguel das Missões, na região Noroeste do estado do Rio Grande do Sul, no Brasil.
A redução de São Miguel inseriu-se no vasto programa evangelizador dos jesuítas, que estendeu seus braços para o oriente e para o ocidente, deixando uma forte marca em muitos países do mundo, perceptível até hoje. Fundada num tempo em que o território era domínio espanhol, esta redução foi o mais notável dos Sete Povos, que se tornaram parte importante da história do Rio Grande do Sul e do Brasil e fonte de ricas tradições. Construída a partir de 1687 segundo uma planta de organização avançada para seu local e época, ali surgiu uma civilização florescente, economicamente próspera e prolífica em expressões culturais e artísticas, onde se mesclavam elementos europeus e indígenas, sempre, contudo, com a forte orientação europeia e cristã. Mas assim que atingiu seu apogeu, com a ereção da sua igreja, entre 1735 e 1750, iniciou seu ocaso. Envolvida nas disputas políticas e territoriais entre Portugal e Espanha e nas controvérsias que cercaram a atividade jesuíta, foi um dos centros da Guerra Guaranítica e acabou incendiada e despovoada em 1756. Restaurada e repovoada parcialmente, sobreviveu uns anos mais sob uma nova administração, depois que os jesuítas foram expulsos e sua Ordem, suprimida, mas já estava em decadência. No início do século XIX foi saqueada e seus últimos habitantes, dispersos, tornando sua ruína inexorável, caindo em completo abandono.
A recuperação das estruturas começou em 1925, e desde então o sítio tem sido crescentemente valorizado, passando por várias intervenções de restauro e sendo objeto de vários projetos para o fomento do seu legado material e imaterial. Sua igreja se tornou uma das imagens mais conhecidas no Rio Grande do Sul e o complexo, um forte polo turístico, constituindo-se ainda como o centro vital da cidade onde se localiza, a qual formou-se em sua função e está-lhe intimamente vinculada em múltiplos níveis. Comunidades indígenas guarani da redondeza têm o local como sagrado e como parte de sua memória e identidade coletiva.
Pelo seu importante valor histórico, arquitetônico e cultural, o sítio foi tombado pelo Instituto do Patrimônio Histórico e Artístico Nacional (IPHAN) em 1938, foi declarado Patrimônio Mundial pelo UNESCO em 1983, juntamente com as ruínas de San Ignacio Miní, Nossa Senhora de Santa Ana, Nossa Senhora de Loreto (Argentina) e Santa María Maior, localizadas em território argentino, e em 2015 recebeu do IPHAN o estatuto de Patrimônio Cultural Brasileiro pelas suas associações com a história e a espiritualidade guarani.

## História

### Origens

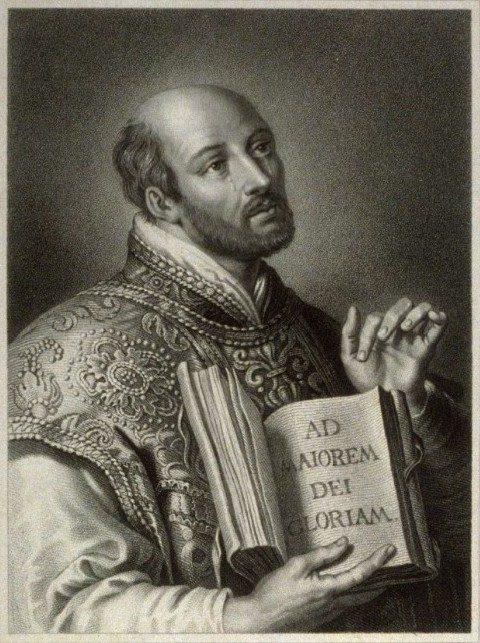
Santo Inácio de Loyola, por William Holl o Jovem.

A redução de São Miguel Arcanjo foi um dos produtos do programa cristão de evangelização. Desde o ministério de Jesus, quando ele mandou que seus apóstolos saíssem em pregação, foi parte do Cristianismo buscar a conversão do povos à sua fé. Ao longo dos séculos se multiplicaram os missionários de várias ordens religiosas, e mesmo independentes, dedicados a esta atividade.
No fim do Renascimento, em 1539, santo Inácio de Loyola fundou a Ordem dos Jesuítas, que logo se revelou a  mais dinâmica, versátil e bem sucedida corporação religiosa engajada na campanha missionária. O seu sucesso se devia a uma estrita disciplina, a uma sólida formação cultural e pedagógica de amplo escopo, e a uma adaptabilidade aos diferentes contextos locais que se tornou notória, possibilitando que usassem costumes autóctones para suavizar o impacto da conversão e facilitá-la, tornando-a mais sedutora para os não cristãos. Além disso, sua capacidade linguística, sua retórica persuasiva e seus métodos inovadores de doutrinação e ensino igualmente os tornaram famosos. Com todos esses recursos, os jesuítas se espalharam pelo mundo, em particular a Ásia e a América, onde fundaram missões estáveis e converteram massas da população.
Na América as missões se tornaram conhecidas também como reduções, uma palavra que deriva do latim reducere, significando conduzir ou ensinar. Ali os padres reuniram numerosos povos indígenas, ensinando-lhes a doutrina católica e hábitos europeus, tornando-se comunidades em grande medida autônomas, mas dependentes em última instância do Monarca e do Geral da Ordem. A atividade missioneira foi tentada na América também por outras ordens, mas nenhuma com tanto êxito em seus objetivos e tanta fama póstuma quanto a dos jesuítas. Porém, por fatores diversos, o missionarismo adotou moldes um tanto diferentes na América espanhola em relação ao que sucedeu nos domínios de Portugal, cujo sucesso foi bem mais limitado.

### Os Sete Povos e a Redução de São Miguel Arcanjo

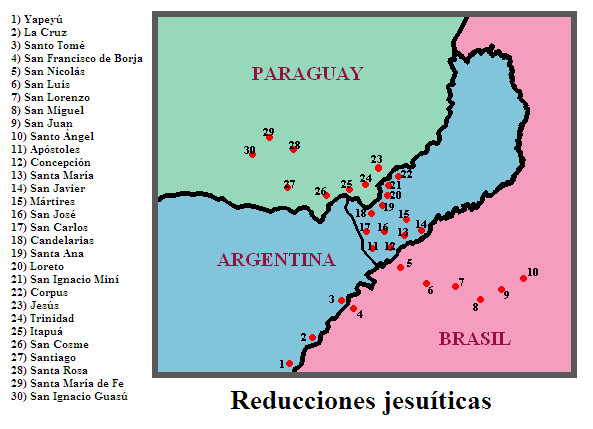
Localização dos Sete Povos (na área em rosa).

Na época em que foi fundada a redução de São Miguel, sujeita à Província Jesuítica do Paraguai, o território pertencia à Espanha, e sua derrocada final se deve aos conflitos que esta nação travou com Portugal pela posse da região, e também à intensa campanha difamatória que os Jesuítas sofreram no século XVIII, que levou à sua expulsão de ambos os países ibéricos e por fim á supressão (temporária) da Ordem, causando uma desestruturação generalizada em todas as suas antigas fundações missioneiras. Enquanto o fim não veio, esta redução se integrou ao grupo conhecido como Reduções do Guarani, pois os nativos em sua maioria pertenciam a esta etnia, um grupo que, de todas as reduções americanas, foi um dos mais organizados e florescentes, chegando a se tornar um modelo ideal da redução jesuítica.
Dentro do grande grupo Guarani, surgiu um grupo particular que se tornou conhecido pelo nome de Sete Povos das Missões, que nasceram como uma derivação das dezoito Reduções do Tape, fundadas a partir de 1626 na margem oriental do rio Uruguai, numa região que hoje é parte do estado do Rio Grande do Sul, no Brasil, entre elas a primitiva redução de São Miguel Arcanjo, fundada em 1632 pelos padres Cristóvão de Mendoza e Pablo Benevidez.

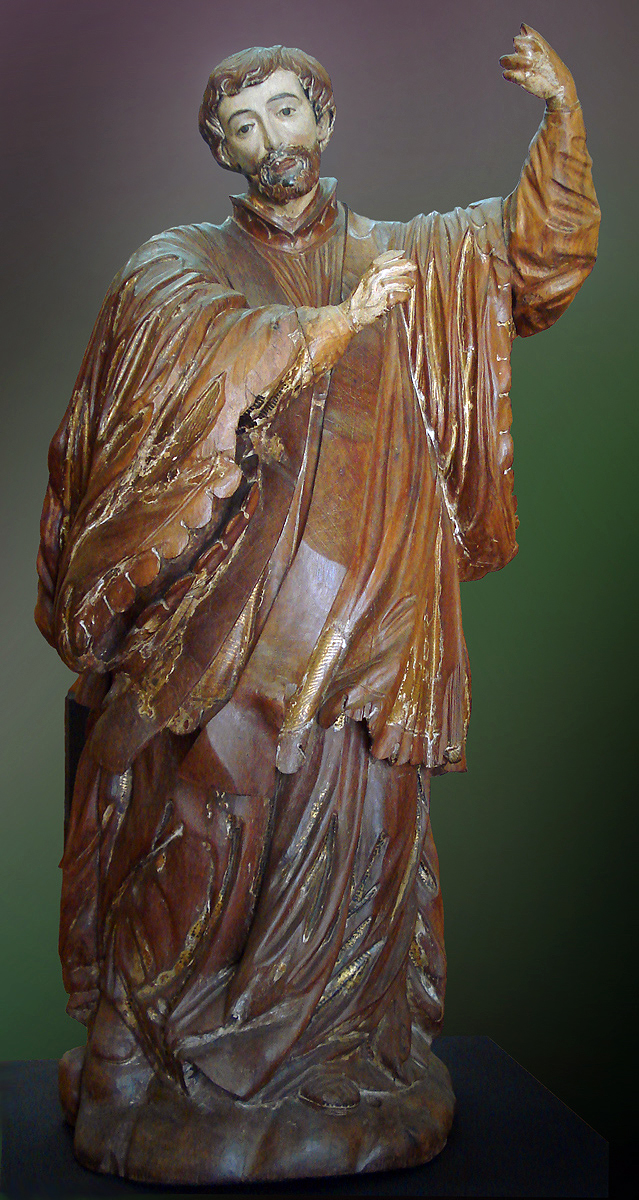
São Francisco Xavier, arte missioneira preservada no Museu Júlio de Castilhos, em Porto Alegre.

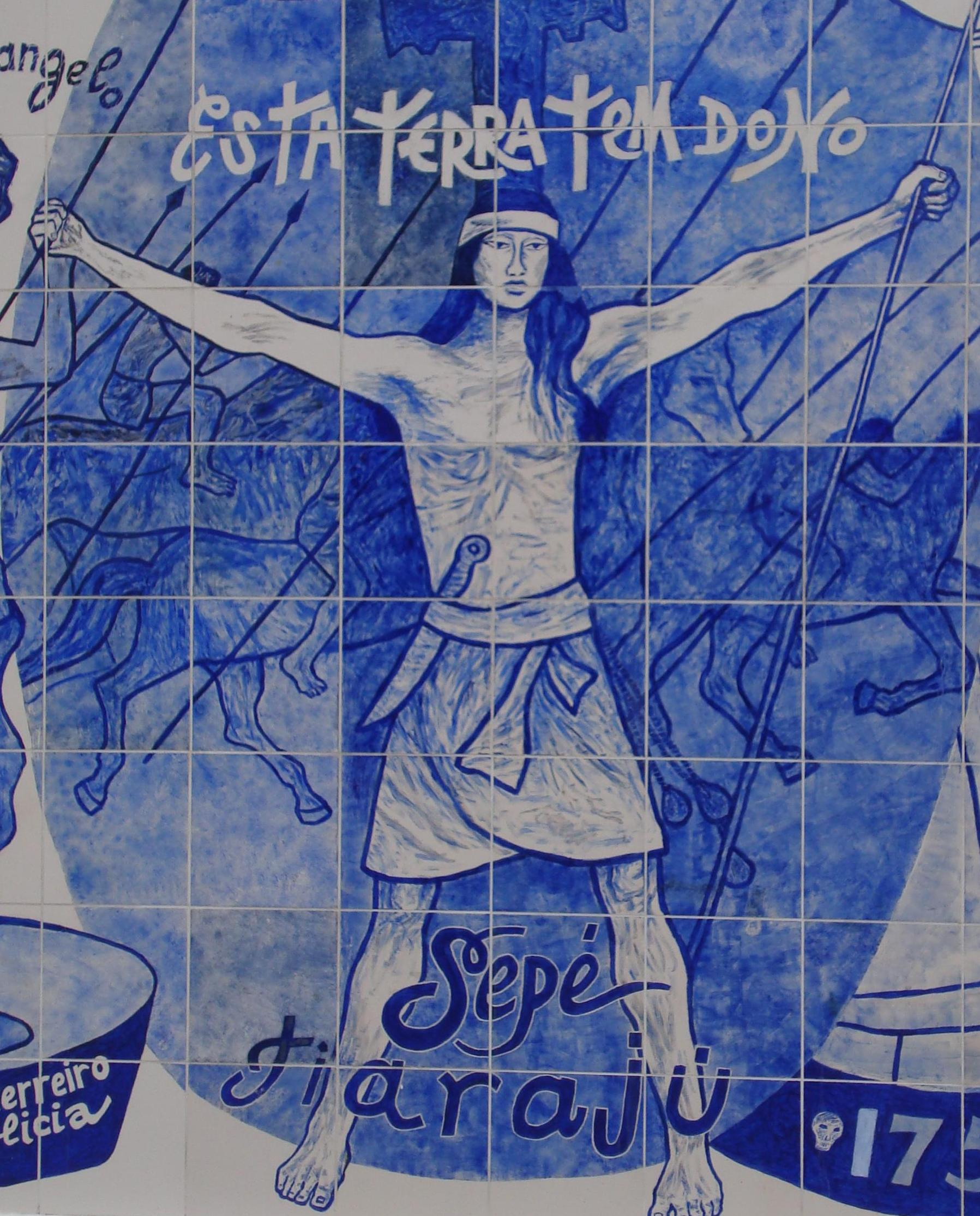
Imagem de Sepé Tiaraju segundo Danúbio Gonçalves, instalada no Memorial da Epopeia Riograndense, em Porto Alegre, sob a famosa frase que teria proferido: Esta terra tem dono!

Quinze dessas reduções foram sitiadas e devastadas pelos bandeirantes paulistas poucos anos depois de fundadas, e em 1638 as outras também tiveram o mesmo destino. Fugindo do massacre e da escravização, os índios sobreviventes, juntamente com os padres diretores, se deslocaram para a banda ocidental do rio Uruguai. Os procedentes de São Miguel, destruída em 1637, se estabeleceram perto de Concepción, no Paraguai, iniciando outro povoado e erguendo uma igreja. Este povoado foi praticamente destruído por um tornado em 1642, sendo logo reedificado.
Os bandeirantes haviam sido contidos temporariamente na Batalha de M'Bororé, travada em 1641, mas ocorrendo na mesma época o fim da antiga União Ibérica, que havia colocado os reinos de Portugal e Espanha sob uma mesma coroa, mudanças políticas fizeram com que a fundação de novas reduções entrasse em recesso. A iniciativa foi ressuscitada a partir de 1682, quando foram fundados sete novos povoados, os Sete Povos, alguns sobre as ruínas das fundações anteriores, mas São Miguel foi reinstalada em 1687 aparentemente em uma nova localização. São Miguel tornou-se o mais importante e populoso dos Sete Povos. Em 1690 o convento dos padres e cem habitações já estavam em construção adiantada, e o povoado já tinha uma população de mais de quatro mil pessoas. Em seu auge, chegaria a ter quase sete mil. Em 1697 a população crescera tanto que a redução teve de ser desmembrada, passando parte de seus habitantes para uma nova colônia, criada nas proximidades sob a direção do padre Anton Sepp, que veio a ser conhecida como a redução de São João Batista. Em 1700 já possuía uma igreja, mas já se pensava em erguer outra maior.
Se a primeira fundação teve objetivos eminentemente evangelizadores, o novo contexto político provocou uma mudança na orientação da missão quando reinstalada. Agora a Espanha tinha interesse em que os aldeamentos funcionassem não somente como centros de difusão do Cristianismo e de aculturação do indígena, mas também como guardas de fronteira, num período em que Portugal avançava cada vez mais sobre os territórios espanhóis. Além disso, em virtude da existência de um vasto rebanho de gado que vivia livre nesta área, a perspectiva de aproveitamento econômico desta fonte de recursos se tornou também um fator importante.
Os Sete Povos desenvolveram uma cultura própria, com notável desenvolvimento econômico e cultural, registrando-se até grande produção e consumo de obras de arte. Suas igrejas, as estruturas mais destacadas dos povoados, eram ricamente ornamentadas. São Miguel administrava também uma estância, que de acordo com Thaís Rodrigues "se constituiu um dos maiores centros jesuíticos de criação de gado, considerada a principal fonte de riqueza econômica da região platina desde então", e o excedente de sua produção agropecuária e manufatureira abastecia várias outras cidades espanholas na província do Paraguai.
A igreja, importante exemplar de arquitetura barroca, surgiu entre 1735 e 1750. Era na igreja onde o teatral e prolixo espírito barroco da época atingia sua culminação e exercia seu mais profundo efeito sedutor sobre os indígenas, celebrando cultos rodeados de símbolos sugestivos e com forte inclinação à festividade e ao dramatismo, considerados eficientes meios de doutrinação. A festa do padroeiro, na descrição do padre Domenico Zipoli, é ilustrativa, dizendo revestir-se "da mais dezuzada pompa", como se devia "ao glorioso archanjo, que é chefe das cohortes angélicas".
A construção da igreja assinalou o apogeu da redução e o início do seu fim, pois exatamente em 1750 o Tratado de Madri determinou que os Sete Povos fossem entregues a Portugal em troca da Colônia do Sacramento, no Uruguai. Os indígenas protestaram e seguiu-se a Guerra Guaranítica — onde o índio Sepé Tiaraju, que ocupava a função de corregedor em São Miguel, destacou-se como líder a ponto de virar lenda, heroi nacional e um santo popular —, mas a esta altura os jesuítas pouco puderam fazer por eles, pois a Ordem estava também sob cerrado ataque na Europa, acusada entre outras coisas de incentivar a rebelião indígena contra o poder civil e tentar fundar um império independente nas Américas. Os índios perderam a guerra, e em 1756 São Miguel foi ocupada sem resistência, pois havia sido abandonada, mas os conquistadores a encontraram a casa dos padres e a igreja em chamas. Os jesuítas acabaram expulsos da América em 1768, e em 1773 a Ordem foi dissolvida pelo papa Clemente XIV, colocando um ponto final na sua empreitada missionária.

### Decadência
Os remanescentes dos povoados foram assumidos por um governo laico auxiliado por religiosos de outras ordens. Alguns sobreviveram mais algum tempo, entre eles São Miguel, mas o antigo brilho nunca mais foi recuperado. O incêndio da igreja de São Miguel em 1756 não destruíra todo o edifício, e parece ter ficado limitado à sacristia, tanto que relatos de visitantes logo após a Guerra Guaranítica ainda assinalam a existência de sua decoração interna.

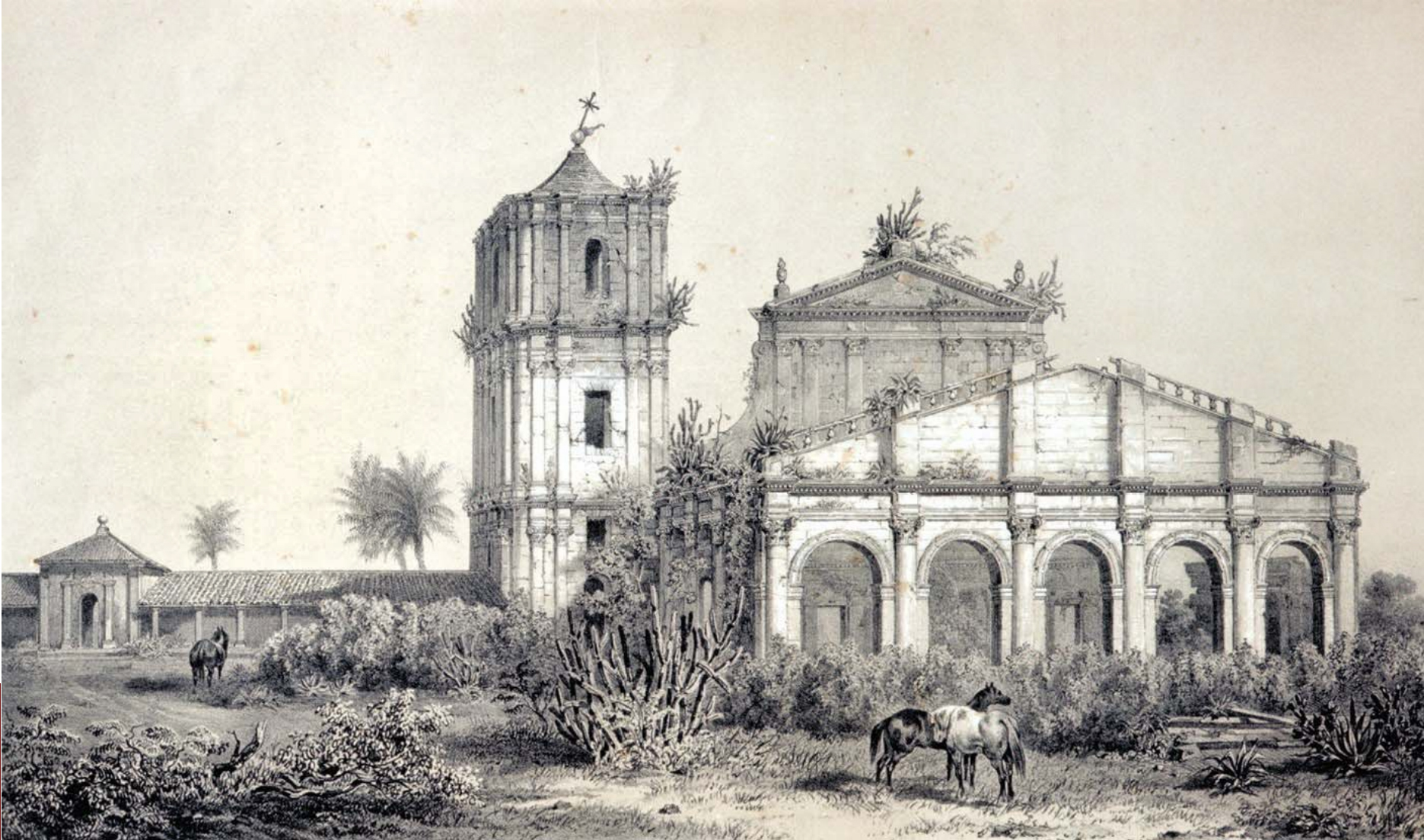
Ruínas da igreja de São Miguel em 1846, depois da desintegração do povoado.

Os novos administradores repovoaram o lugar e fizeram várias obras de restauro nos anos sucessivos, mas elas foram bastante sumárias, e entre 1762 e 1768 sua cúpula, antes de madeira, foi reerguida com tijolos e cal. Contudo, em 1789 um raio atingiu a igreja, fazendo com que incendiasse novamente. Em 1801, com nova guerra entre as potências ibéricas, os portugueses invadiram a área e a conquistaram definitivamente. Em 1828 as ricas igrejas dos Sete Povos foram finalmente saqueadas por Frutuoso Rivera, que levou dali 60 carretas de objetos preciosos e obras de arte sacra, causando a dispersão final dos indígenas sobreviventes.
Um longo período de abandono se sucedeu e um matagal cobriu o local. O telhado se arruinou e a galilé desabou em 1886, atingida por outro raio, muitas pedras foram removidas para serem aproveitadas como material de construção, e as paredes passaram a ser esburacadas por caçadores de um lendário "tesouro dos jesuítas".

## Resgate e conservação
Tendo declarado a área em 1922 como "Lugar Histórico", entre 1925 e 1927 o Governo do Estado delimitou a zona protegida e procedeu a uma primeira estabilização das ruínas, mas o interesse oficial estava nesta época voltado apenas à igreja, desconsiderando a planta urbanística da redução. Somente quando iniciaram os trabalhos do IPHAN é que se começou a recuperação da integridade do complexo, estando entre os primeiros tombamentos realizados pela instituição, fundada em 1937. Lúcio Costa foi o responsável pela avaliação do sítio e sua qualificação como apto para o tombamento, efetivado em 1938. No mesmo ano iniciaram obras de limpeza e consolidação das ruínas, que haviam sido tomadas pela vegetação.

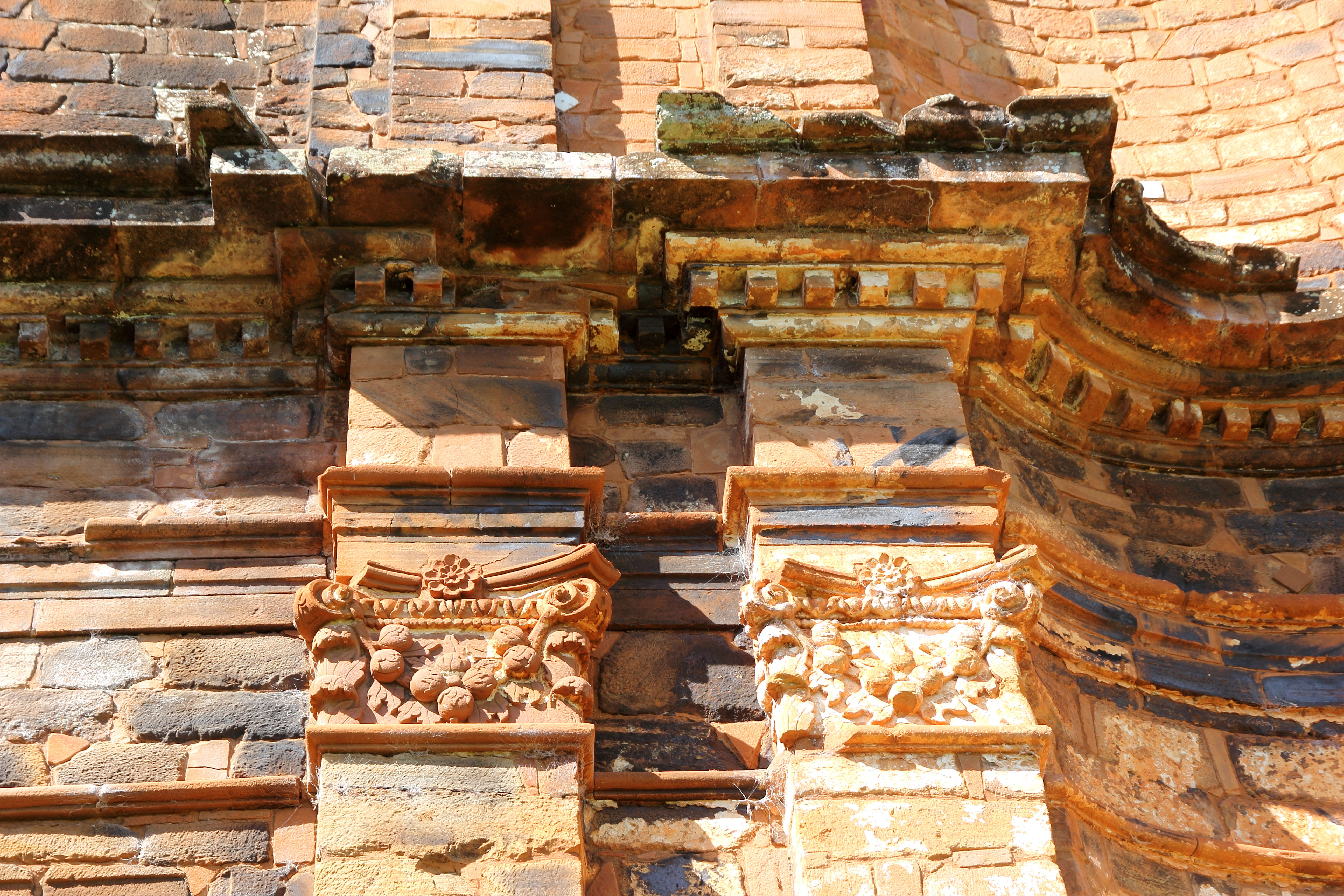
Detalhe dos capitéis da fachada.

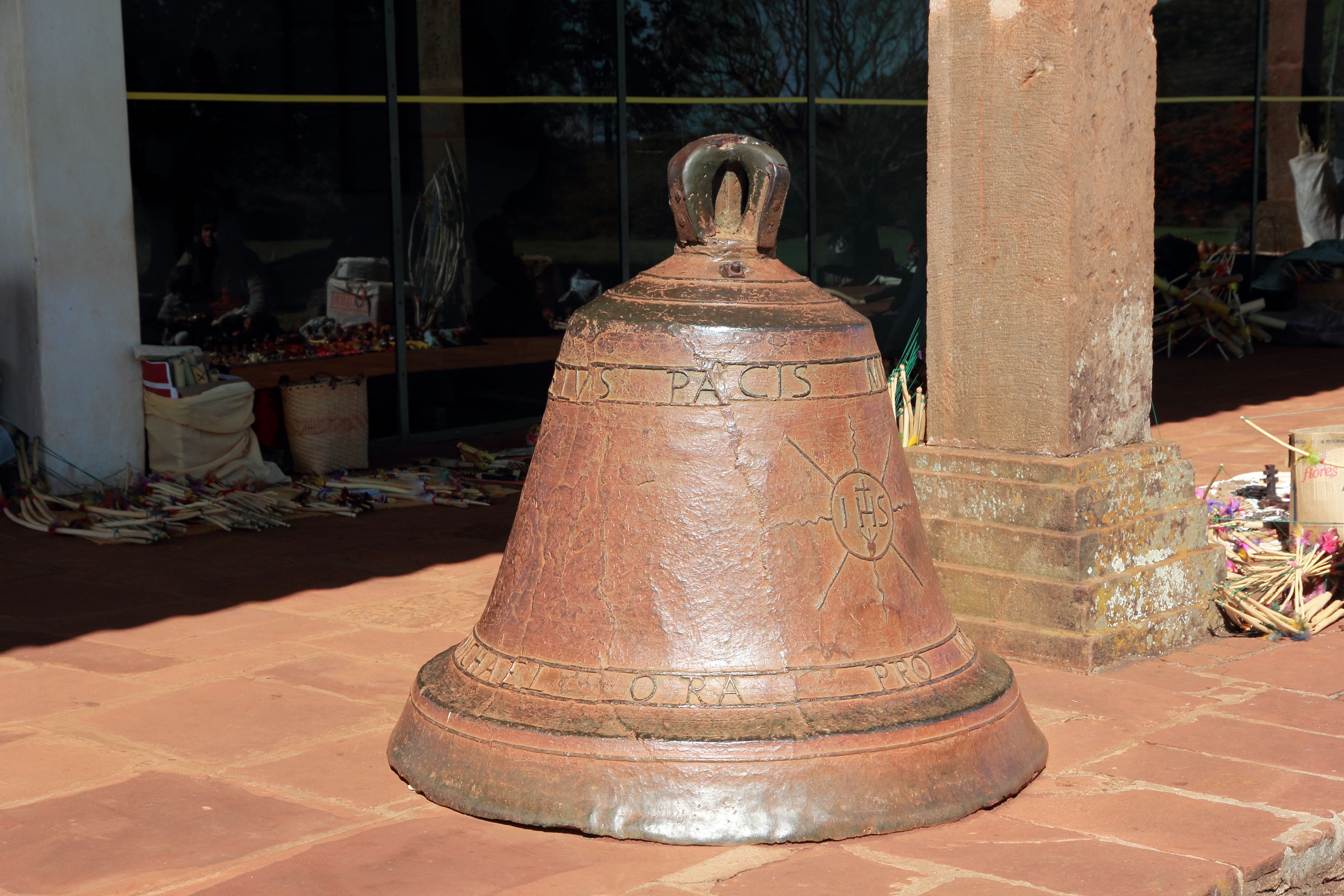
Um dos antigos sinos da igreja.

Ao mesmo tempo foi construído em anexo um museu, o Museu das Missões, que recolheu os remanescentes móveis do legado missioneiro na região, tendo hoje o maior acervo de estatuária missioneira no Brasil, além de outros objetos relacionados, como fragmentos de relevos, pias batismais e um dos grandes sinos da igreja. O museu foi projetado pelo mesmo Lúcio Costa, inspirado nas edificações espanholas da época e nas habitações para os índios construídas no povoado.
Continuando os trabalhos de pesquisa e proteção, o IPHAN determinou modificações no Plano Diretor da vila de São Miguel das Missões, que começava a avançar sobre o sítio arqueológico. Pouco depois os limites da área protegida foram ampliados, em 1948 a praça foi limpa de entulho e vegetação. Entre 1954-58 foram feitas novas intervenções de reforço nas paredes, e em 1960 a população foi proibida de continuar a fazer enterramentos no antigo cemitério. Na década de 1970 iniciou um projeto de consolidação das estruturas do colégio, oficinas e da enfermaria, e mais uma vez a área protegida foi expandida. Em 1978 foi proposto um plano de ocupação urbana ordenada para o povoado em crescimento, criando uma área de amortecimento no entorno, que refreou significativamente a invasão do espaço, mas quando a vila de São Miguel foi emancipada, em 1988, um dos primeiros atos da nova Câmara foi revogar o plano anterior, possibilitando que várias frações do território preservado fossem vendidas e ocupadas. Em 1994 foi estabelecido, em concordância entre o IPHAN, o Poder Público local e representantes da sociedade civil, um plano de desocupação das áreas invadidas, implantado no ano seguinte. Na mesma época o terreno protegido em torno da fonte foi ampliado, obrigando a novas mudanças no Plano Diretor. A desocupação foi concluída em 2008. Segundo Stello,
"O processo de ocupação e expansão urbana de São Miguel das Missões foi fortemente influenciado pela presença, inicialmente, da imponente ruína da Igreja de São Miguel, e mais recentemente, do sítio arqueológico São Miguel Arcanjo e de outros elementos de cunho patrimonial. Atualmente os moradores de São Miguel já percebem que o local está carregado de diversos significados, entendem a importância daquele legado cultural e o estão incorporando ao planejamento de sua cidade".

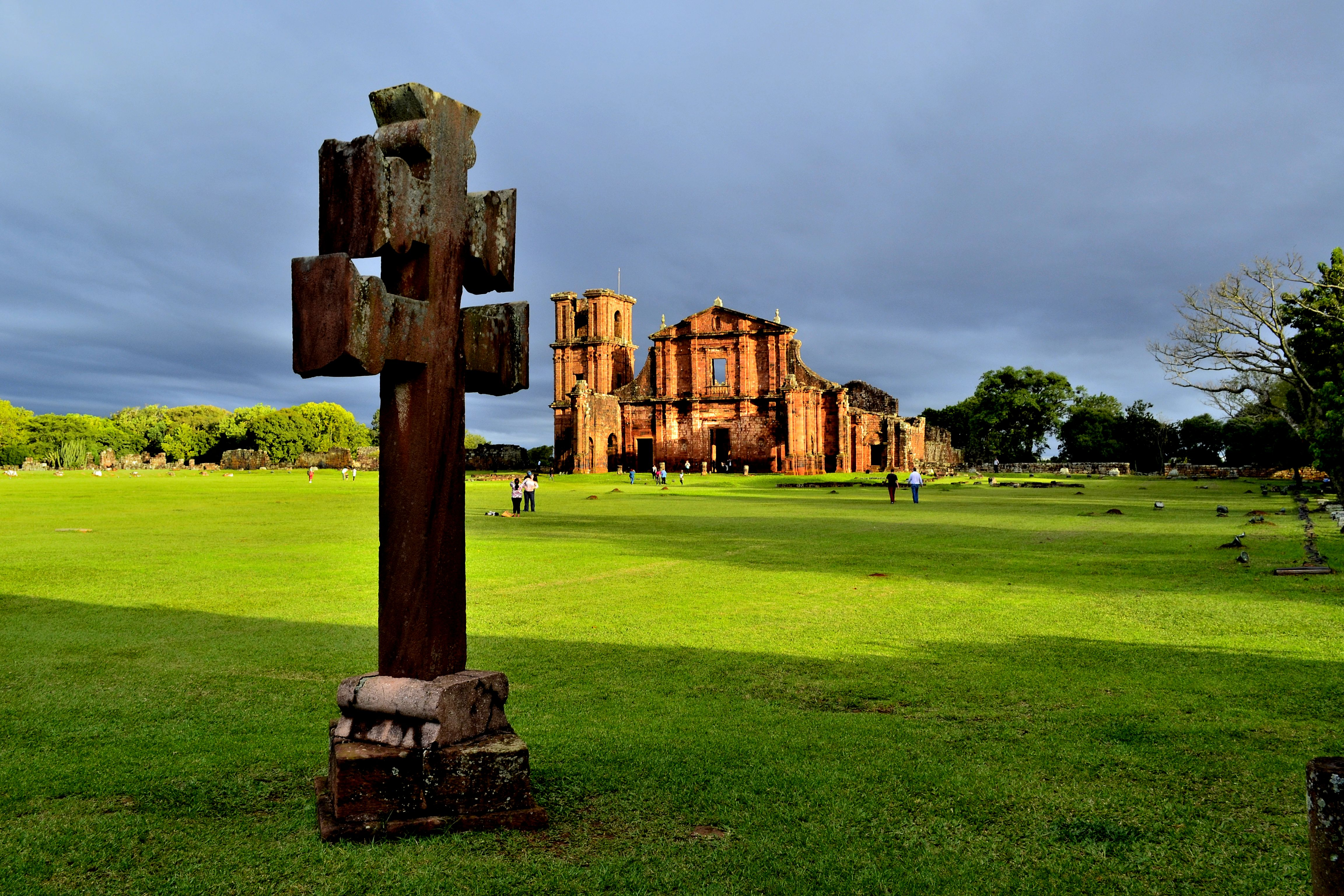
A grande cruz na praça da antiga redução.

Apesar de ter atingido bons resultados gerais, o projeto de restauro iniciado por Lúcio Costa seria questionável hoje em dia. A estabilidade da torre foi desde logo considerada precária, e ainda nos anos 30 decidiu-se pela sua desmontagem e recomposição, mas neste processo houve alguma alteração em suas características, pois as pedras não foram recolocadas em sua exata posição original. A grande cruz missioneira que foi instalada junto ao Museu das Missões é um acréscimo arbitrário, originalmente não fazia parte deste complexo, tendo sido trazida de um cemitério em Santo Ângelo por orientação de Lúcio Costa, pretendendo com isso enfatizar o significado religioso do lugar. O sítio sofreria outras intervenções subsequentes segundo uma metodologia que hoje seria inaceitável, embora fosse vista como adequada na época. Na análise de Ana Meira, ex-superintendente do IPHAN no estado do Rio Grande do Sul,
"Em 1948 foram executadas obras que consistiram na limpeza da praça, dando prosseguimento à construção da imagem modernista prevista para o sítio iniciada com a construção do museu. [...] Houve outro tipo de alteração identificada por Odair José de Almeida e Júlio Curtis, mais ou menos na mesma época, em relação aos efeitos negativos de algumas soluções técnicas. O primeiro alertou que os entrenchamentos das juntas estavam uniformizando as argamassas das diferentes épocas, as quais ajudavam a contar a história da construção. O segundo alertou sobre a ameaça da 'mumificação' devido ao uso de aglutinantes e costuras metálicas. Essas críticas, no entanto, reconheciam a validade das soluções que foram aquelas possíveis de serem executadas na época. Esses aspectos foram amenizados na sequência, a partir da utilização de materiais naturais, como a cal nas argamassas. No entanto, não houve a iniciativa de preservar amostras das argamassas originais, mapeando-as para melhor interpretar a técnica construtiva utilizada, bem como a evolução cronológica das edificações do antigo povo. [...]
"As intervenções visaram preservar o documento, conservando os remanescentes sem reconstruí-lo. No entanto, as entranhas do documento foram alteradas. No que se refere aos 'entulhos' que foram removidos da nave e da sacristia nos anos 1930-1960, sabe-se que, na verdade, continham preciosas referências arqueológicas. O acúmulo dos materiais caídos no interior da antiga igreja, recobertos pela vegetação, era enorme e elevava o nível do chão até meia-altura dos muros. O caráter romântico das ruínas estimulava uma forte vinculação com o passado. [...] As alvenarias foram se consolidando com a sutura das fendas, os níveis do terreno começaram a baixar com a limpeza feita em inúmeras viagens de carrinhos de mão, cujos conteúdos acabaram sendo jogados nos fundos da igreja, soterrando os muros do alpendre posterior.
"Sobre todo o conjunto arruinado foi construída a imagem concebida por um dos maiores arquitetos modernos, que anos depois venceria o concurso para o projeto de Brasília — hoje também Patrimônio da Humanidade. Foi uma decisão de projeto, um projeto de imagem como representação do moderno. Um exemplo de monumento domesticado. [...] A ruína ficou pousada em um tabuleiro verde, mas não perdeu a majestade, nem sua imagem simbólica de uma experiência humana extraordinária"".

## Características do sítio

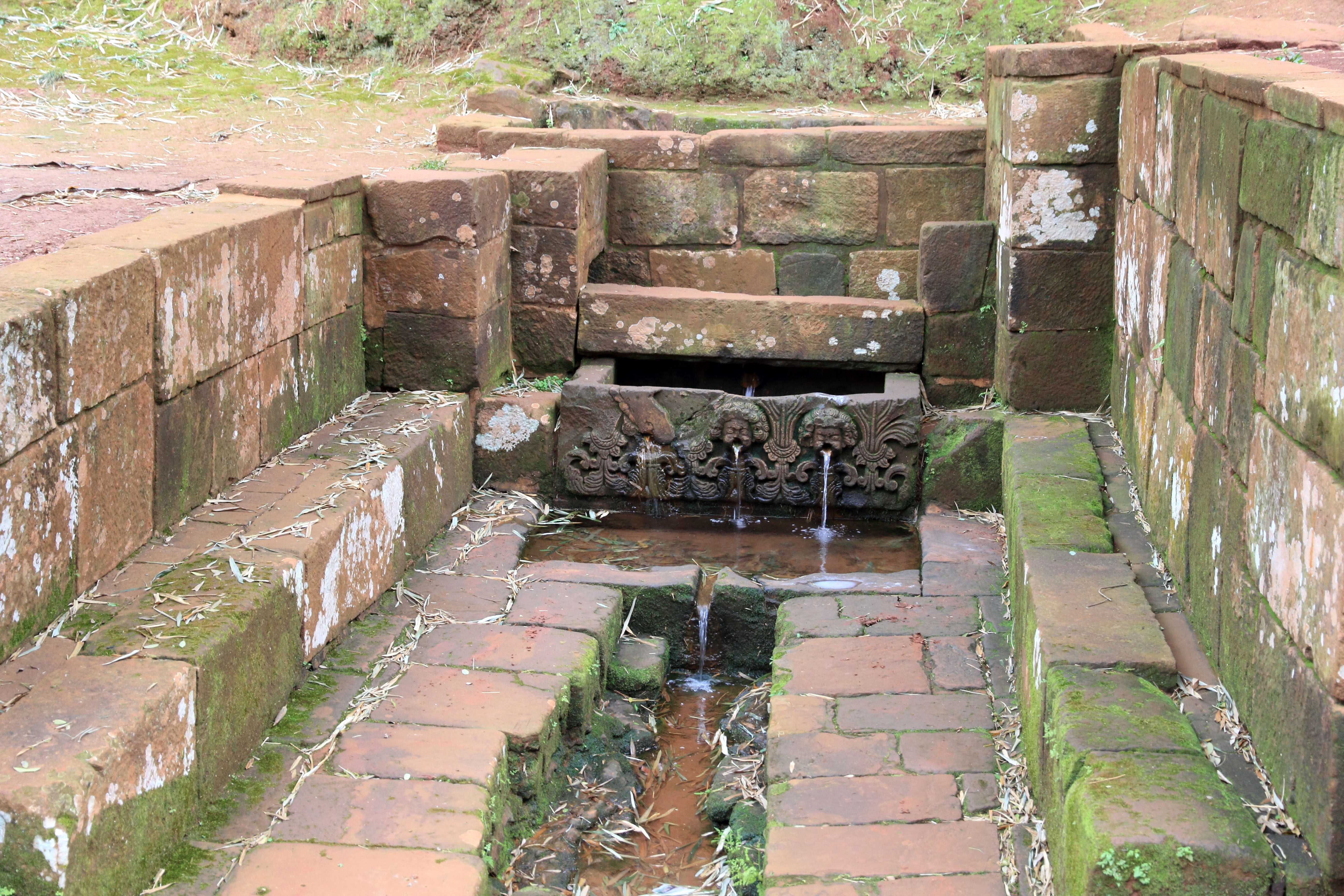
Remanescentes da fonte.

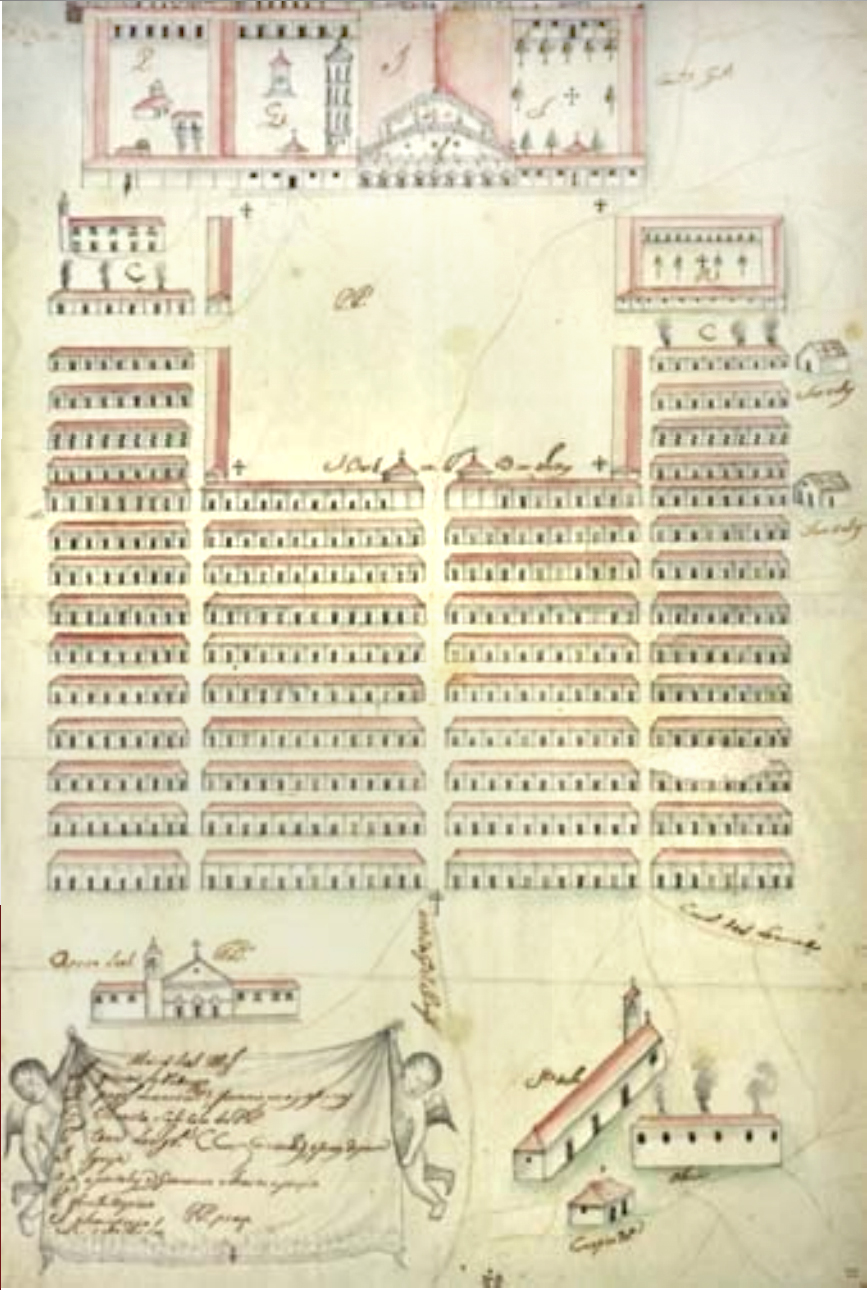
Planta da redução de São Miguel Arcanjo, 1756.

O sítio arqueológico de São Miguel faz parte do Parque Histórico Nacional das Missões, que inclui também as ruínas de São Lourenço Mártir, em São Luiz Gonzaga, de São Nicolau, em São Nicolau, e de São João Batista, em Entre-Ijuís, todas tombadas pelo IPHAN.
A área do sítio tem 38 hectares, e do grande complexo original sobrevivem boa parte da antiga igreja, do campanário e da sacristia, as fundações das habitações indígenas, algumas bases das paredes das oficinas, do convento e outros edifícios, a praça, o horto e um bom acervo de objetos sacros, principalmente estátuas devocionais, cuja procedência original exata, no entanto, é incerta, tendo sido recolhidas em toda a região em torno. As escavações também encontraram um complexo sistema hídrico subterrâneo construído em arenito, incluindo estruturas emergentes, como uma fonte e tanques circulares pavimentados. Esta fonte, lavrada com mascarões em relevo, localizada a um quilômetro da igreja, sobreviveu em boas condições dissimulada pelo acúmulo de terra e pela vegetação. Foi redescoberta pelo IPHAN em 1982 e recuperada em 1993. Na periferia do complexo sobrevivem vestígios de duas capelas votivas, fornos de pão e senzalas. Algumas colunas fragmentárias de pedra, localizadas à parte, parecem ser os remanescentes dos troncos, onde se castigavam os malfeitores.
Como revela a planta ao lado, delineada em 1756 por um oficial português, o povoado de São Miguel tinha uma estrutura urbana fortemente organizada, e embora esta planta não corresponda exatamente aos vestígios encontrados, é ilustrativa do modelo básico da urbanização missioneira jesuítica, sempre planejada com um esquema semelhante. São Miguel contava com uma grande praça retangular, em torno da qual se erguiam as vivendas indígenas, basicamente no lado norte; a igreja, um colégio/convento, cemitério, oficinas e horta/pomar ao sul, mais depósitos e outras dependências na laterais. Todas as estruturas tinham cobertura de telhas de barro. Uma avenida mais larga atravessava o povoado de norte a sul, dividindo-o em metades simétricas, e desembocava na grande esplanada na frente da igreja, enfatizando o seu caráter monumental. A praça era o ponto focal da comunidade, onde se realizavam suas principais cerimônias, reuniões e festejos, e onde se aplicava a Justiça. As habitações eram grandes pavilhões divididos em módulos, cercados de um avarandado coberto. Escritos do padre Sepp, o refundador do povoado, expressam sua preocupação com a ordem, a clareza e a regularidade na estruturação de seu traçado, procurando "fugir da estupidez que facilmente sói cometer-se na construção demasiadamente apressada de vilas e cidades", acompanhando uma tendência classicista e idealizante cujos princípios foram expressos na Lei das Índias e nas Ordenações Reais, que regularam a forma da colonização espanhola da América.
As ruínas da igreja constituem os vestígios mais impressionantes e mais íntegros da antiga redução. Seu projeto geralmente é atribuído ao jesuíta Giovanni Battista Primoli, mas também foi cogitado o nome de Francisco de Ribera, pelo menos como colaborador, e a galilé deve ter sido produto de José Grimau. Foi traçada em estilo Barroco, e levantada a partir de 1735 em pedra arenito. Pode talvez ter sido iniciada em 1720, como pensava Lúcio Costa, baseado em uma referência ambígua de uma carta da época, e sofreu várias modificações ao longo do tempo. Primoli deixou as obras bem adiantadas em 1744, quando se retirou para o Paraguai, faltando apenas a carpintaria e o teto, que foram acabados em 1750.

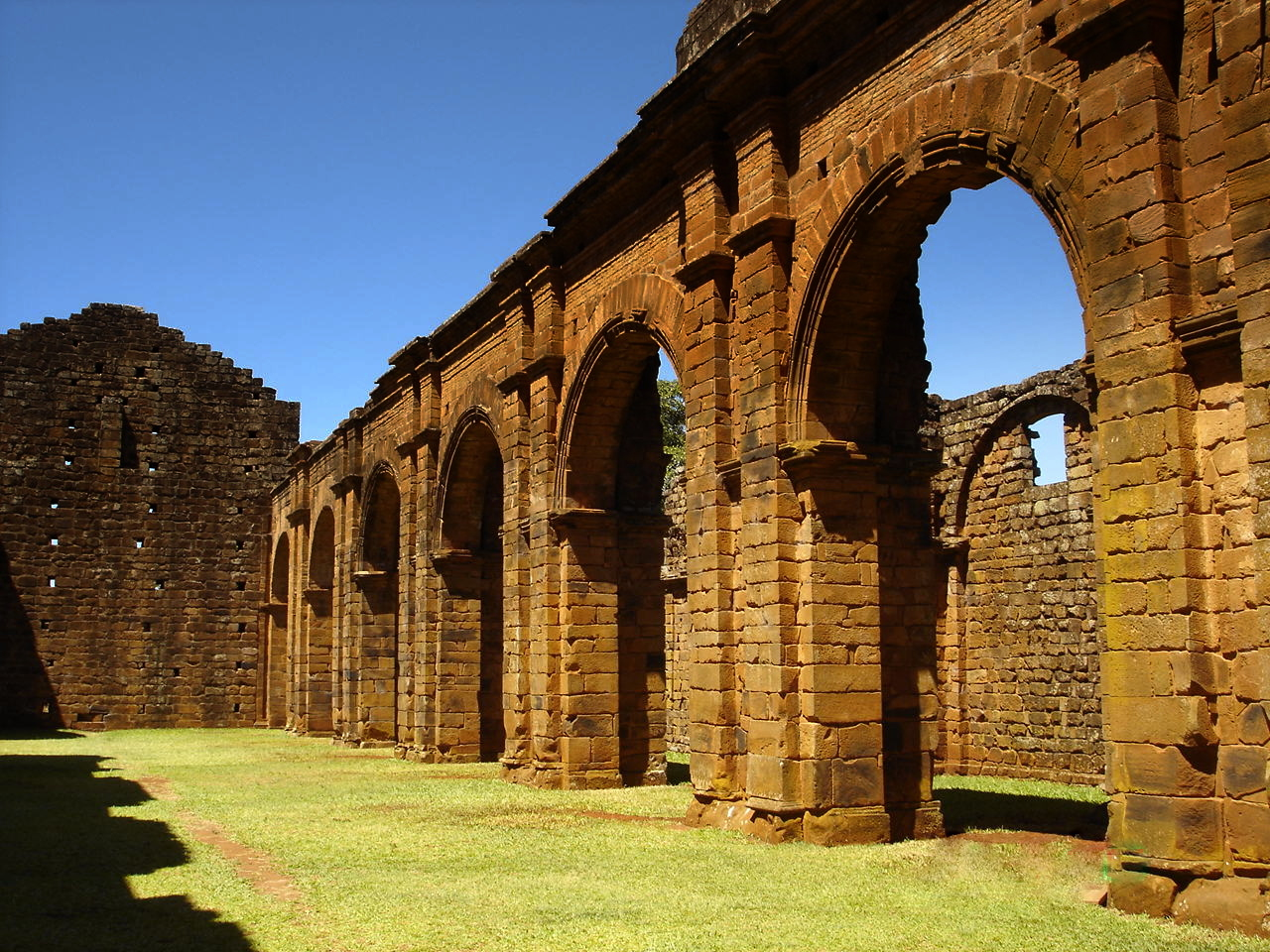
Vista do interior da antiga nave central da igreja.

A igreja se assentava sobre uma estereóbata com seis degraus largos. Sua fachada era precedida de uma grande galilé de sete arcos redondos intercalados com pilastras semicirculares de pedra branca e vermelha, levemente galbadas para compensar a distorção óptica, e com capitéis compósitos, que sustentavam um frontão triangular rebaixado, e davam acesso a três portas retangulares, sendo a central, maior. No interior da galilé, à direita, havia um altar em talha dourada e uma pia de cerâmica vidrada que servia como batistério. A cornija era decorada com frisos em relevo, e sobre o frontão, no alinhamento das colunas, se postavam seis estátuas de apóstolos. Por trás, avistava-se o segundo nível do corpo do templo, com um nicho central para uma estátua de São Miguel, e acima deste bloco, um novo frontão triangular, coroado por uma cruz. Na lateral foi erguida uma torre de aspecto maciço e seção quadrada, com arco na base e dois planos superiores, o último com abertura em arco para seis sinos e finalizado por um coruchéu em forma de tenda, arrematado por uma cruz de ferro. A torre tinha 61 palmos de altura e 36 de largo. A galilé deve ter sido um acréscimo posterior à finalização da igreja, pois ela apenas se encosta na parede adjacente e não tem nenhuma amarração.
Originalmente a igreja era pintada de branco por dentro e por fora, utilizando-se a tabatinga, um barro esbranquiçado existente na região. Seu interior se dividia em três naves, separadas por arcadas de pedra, com um teto de madeira em forma de abóbada com vigamento aparente. Uma cúpula coberta por um telhado de seis águas cobria o transepto. Seus onze altares, um na capela-mor, quatro no cruzeiro e seis nas naves laterais, eram ricamente ornamentados com talha dourada e policromada, estatuária e pinturas. No altar-mor foi entronizada uma estátua monumental do arcanjo Miguel. O aspecto suntuoso do interior é transmitido por algumas descrições literárias. Um desses relatos foi deixado pelo Visconde de São Leopoldo, que participara da Guerra Guaranítica:
"Na frente de uma grande praça quadrangular, na qual desembocam nove ruas, via-se o templo, bem que de paredes de pedra e barro, mas muito grossas, e branqueadas de tabatinga [...] a igreja é de três naves, de trezentos e cinquenta palmos com de comprimento, e cento e vinte de largo, com cinco altares de talha dourada, e excelentes pinturas. [...] A torre também de pedra com seis sinos".
Outro visitante, o capitão espanhol don Francisco Graell, assim a descreveu:
"A igreja é muito grande, toda em pedra grês, com três naves em meia laranja, muito bem pintada e dourada, com um pórtico magnífico e de belíssima arquitetura; as abóbadas em forma de meia laranja são de madeira; o altar-mor é de entalhes sem dourar, faltando-lhe a última parte: no cruzeiro há três altares esculpidos, dois em estilo italiano, também dourados".

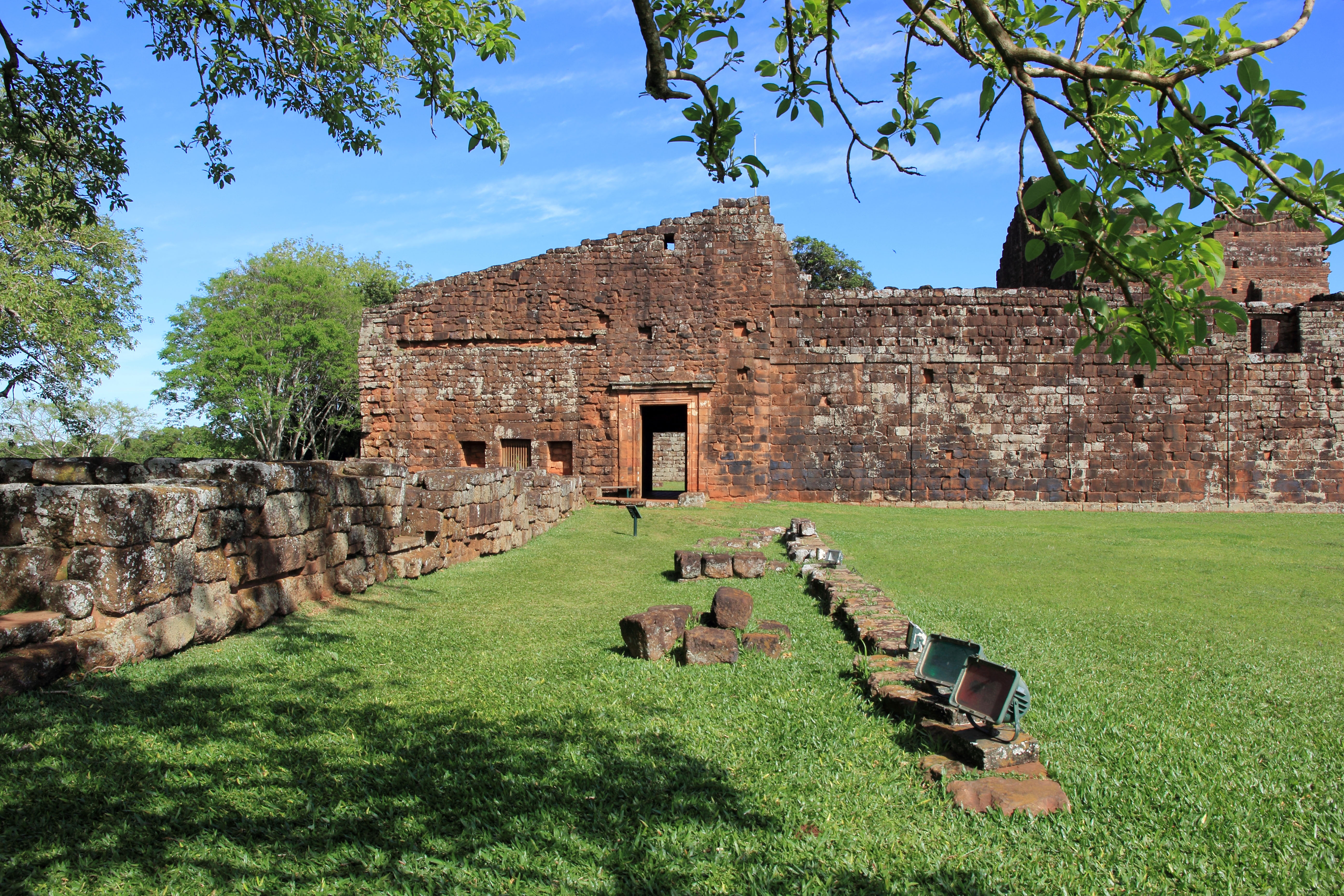
Parede leste da igreja e pátio do claustro.

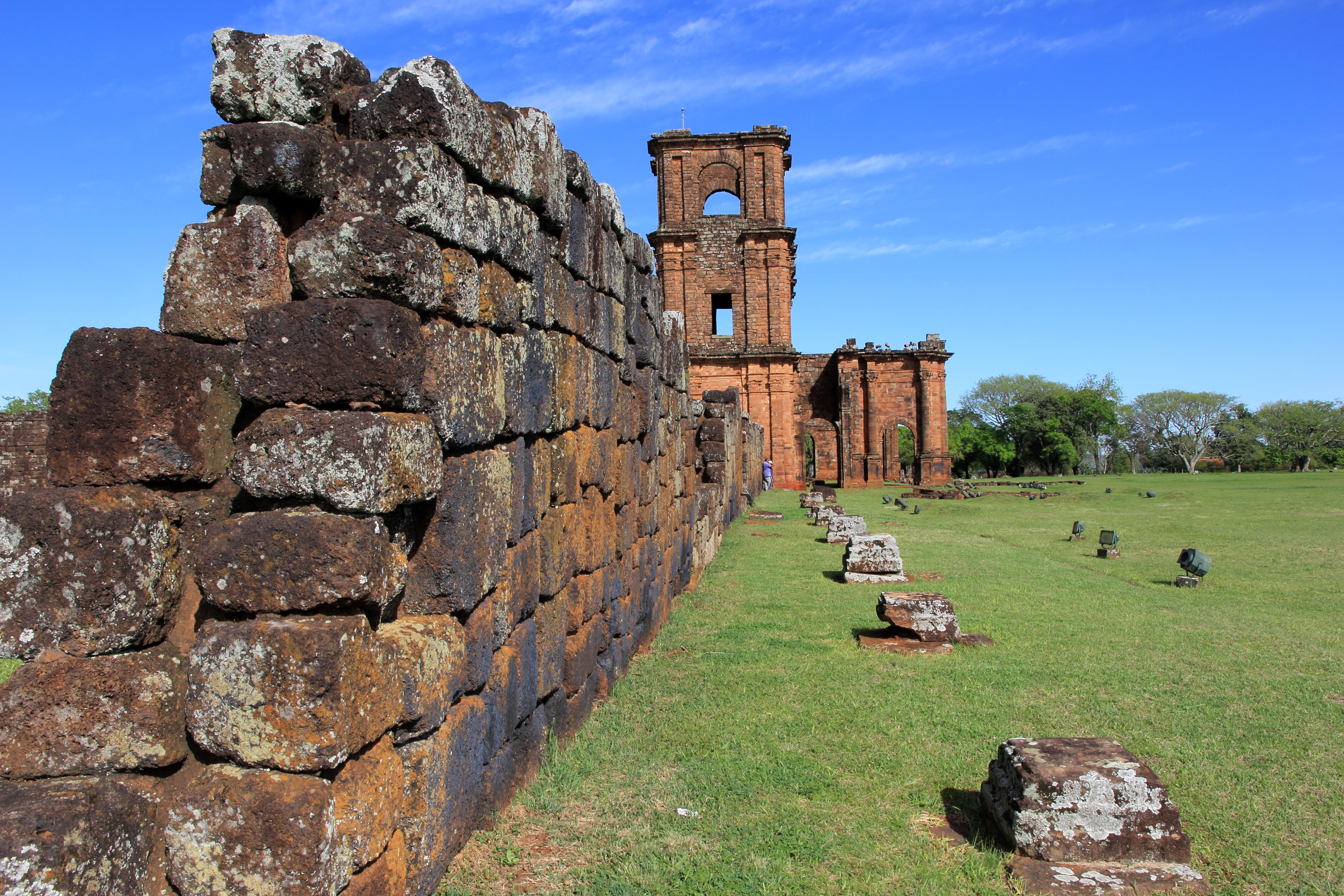
Remanescentes da parede norte das oficinas.

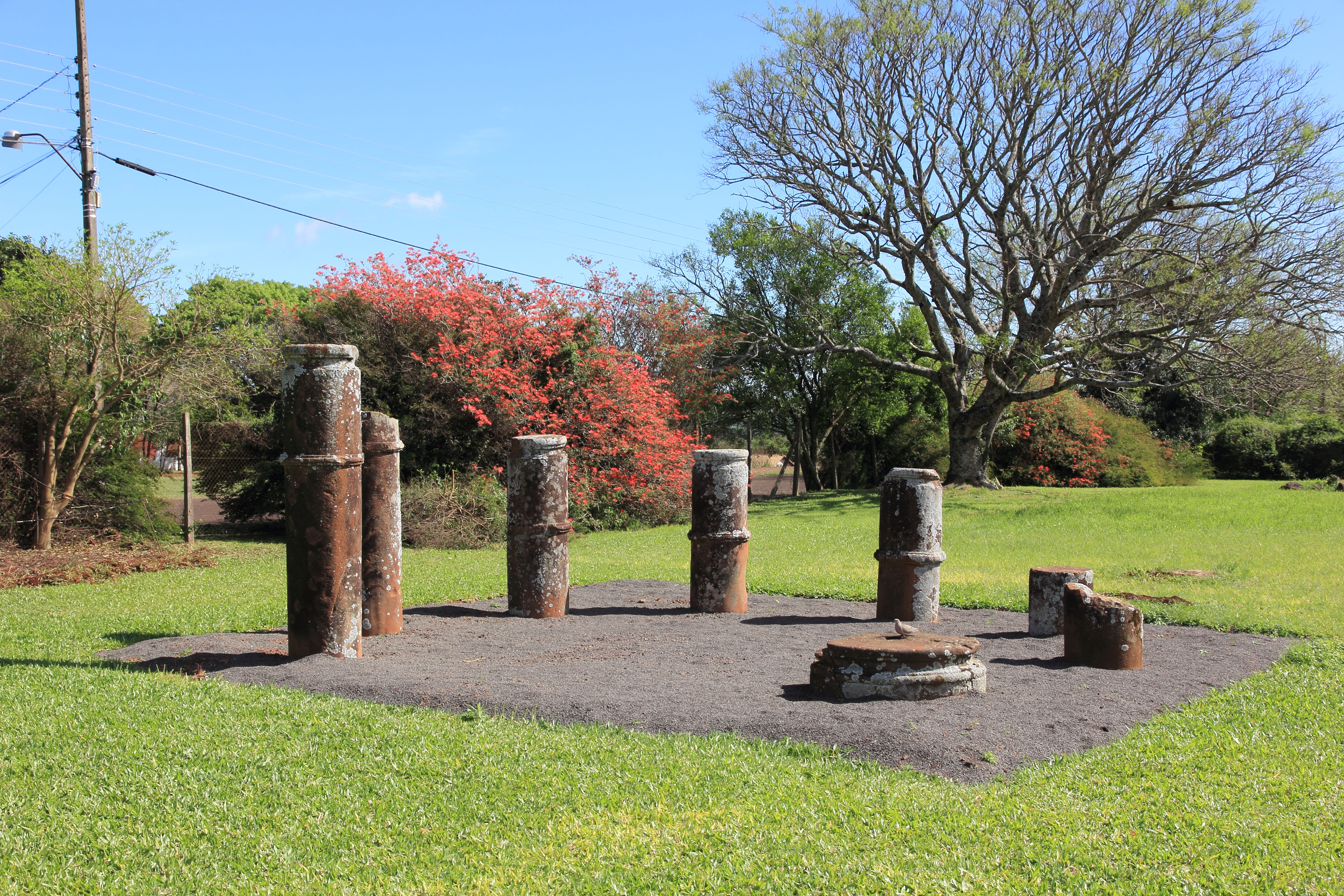
Colunas cuja função ainda não foi decifrada.

Das antigas habitações dos índios e outras estruturas só restam os fundamentos e algumas bases de paredes. Um claustro para habitação dos padres se localizava a leste da igreja, tendo acesso para esta, para o pátio das oficinas e para a praça. No centro do pátio havia um relógio de sol. O claustro era composto de aposentos enfileirados e intercomunicantes, pavimentados de ladrilhos, cobertos por um largo avarandado sustentado por colunas de pedra, e com portas que se abriam para o pátio descoberto. Uma sala servia como refeitório e seu porão provavelmente funcionava como adega. Um outro avarandado se voltava para trás do convento, dando para o grande pomar e horta, uma área com 1 200 palmos de comprimento e 300 de largura, onde havia uma quantidade de árvores frutíferas e eram plantadas cana-de-açúcar, legumes e verduras, ervas e flores, que segundo narrativas antigas eram irrigadas através de uma nora. O claustro também dava passagem para um segundo pátio com 275 palmos de lado, onde ficavam os armazéns, uma casa-forte com prisão, o tronco para as punições, as oficinas e outras estruturas ainda não identificadas. Anexos às oficinas há remanescentes do que se acredita ter sido o tambo, uma hospedaria onde visitantes eram autorizados a permanecer no máximo por três dias. Pode, porém, ter sido um açougue ou um estábulo.
O cemitério ficava a oeste da igreja, com um plano de alamedas ortogonais. Em seu centro fora instalada uma grande cruz, tendo uma outra de doze palmos marchetada de madrepérola com frisos dourados. Em seções separadas eram enterrados homens, mulheres, meninos e meninas. Os padres e as lideranças indígenas eram sepultados no interior da igreja. É possível que no subsolo do transepto houvesse uma cripta para o enterro dos padres, mas as escavações para confirmar ou não esta hipótese ainda não foram realizadas. Ao fundo do cemitério havia uma capela, onde se faziam os velórios. A oeste do cemitério, divergindo da planta da redução, foram encontrados os vestígios do cotiguaçu, onde viviam as mulheres viúvas, as órfãs e aquelas cujos maridos haviam saído da aldeia temporariamente para prestarem serviços. Era uma casa ampla organizada à maneira de claustro. O conselho indígena, o Cabildo, funcionava provavelmente em uma das casas no extremo da praça oposto à igreja, ao lado da avenida central, mas sua localização exata ainda não foi identificada.
As outras estruturas principais do aldeamento eram as vivendas indígenas, um grande conjunto de pavilhões dispostos regularmente, separados por alamedas retas e divididos em módulos, cada um habitado em geral por uma família, no máximo duas. Os vestígios e registros literários indicam que na data de seu abandono eram todos térreos, com armação de madeira sólida e paredes de taipa de mão ou adobe, avarandados com tetos de telhas, sustentados por pilares quadrados de pedra com doze palmos de altura e traves decoradas com entalhes. Os módulos não tinham divisões internas e todos possuíam apenas uma abertura, a porta, sempre voltada na direção da igreja. Assim como as outras estruturas, as habitações indígenas passaram por sucessivas transformações, sendo mais rústicas nos primeiros tempos. A bibliografia antiga cita ainda outras construções, como uma capela dedicada a Santa Tecla, uma olaria, uma carpintaria, um hospital e edículas para os vigias do povoado, mas sua localização ainda não foi descoberta.

## Significado histórico e cultural
O modelo urbano das reduções tem sido considerado uma realização brilhante e original para o seu contexto, com um sistema muito mais estruturado que a grande maioria dos povoados coloniais de sua época, e adaptado à realidade local. Como disse Luiz Custódio,
"Originados no contexto colonial espanhol, [os povoados guaranis] também utilizaram as diretrizes administrativas e as referências urbanas vigentes para estruturar uma tipologia peculiar, morfológica e funcional, que pode ser considerada como uma variante da organização espacial espanhola adequada a um programa e a uma situação política e administrativa própria. [...] Do ponto de vista do urbanismo, a experiência missioneira apresenta peculiaridades que lhe confere suma importância no panorama da história mundial. A maioria das povoações criadas a partir dos planos pós-renascentistas espanhóis, teve seus elementos estruturadores como o traçado, a ocupação, os limites e a estrutura fundiária, definidos em projetos de base bidimensional, isto é, em seu traçado. Isto permitiu conferir aos espaços urbanos das cidades de origem colonial espanhola, configurações diferenciadas, decorrentes dos processos de ocupação peculiares de cada assentamento, de acordo com fatores socioeconômico-culturais específicos em cada tempo e lugar. Nas missões, o plano ideal definiu-se como uma tipologia e foi aplicado em sua tridimensionalidade; isto é, além do traçado, a arquitetura dos povoados foi construída integralmente, sendo a fórmula repetida no mínimo em trinta casos, junto aos guaranis e dez, entre os chiquitanos. Casos que apresentaram pequenas variantes, principalmente no que se refere à arquitetura ou à disposição de alguns elementos nos conjuntos. Esta tipologia é plenamente reconhecível como a do 'espaço missioneiro'. Ao lado da arquitetura, estavam práticas sociais características, relacionadas com o funcionamento do sistema reducional missioneiro. Casos como o das reduções jesuítico-guaranis, fruto de uma concepção urbana integral, que conjuga o espaço estruturado com práticas sociais específicas, numa proposta construída e praticada ao longo de gerações, são uma raridade na história do urbanismo".

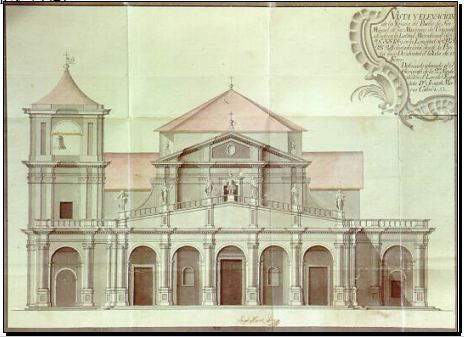
Elevação da fachada da Igreja de São Miguel em 1756, projeto do padre Giovanni Battista Primoli.

A igreja em si desde sua construção tem sido vista como uma obra de superior qualidade, e vários registros antigos enfatizam seu aspecto monumental, sendo erguida na terceira fase da arquitetura missioneira, que corresponde, na classificação de Custódio, ao seu apogeu, quando se passa a empregar sistemas construtivos europeus, paredes portantes de pedra e abóbadas e cúpulas de tijolo. Nas palavras de Custódio,
"No campo dos ordenamentos urbanos e da arquitetura se pode considerar que a redução de São Miguel Arcanjo teve um papel pioneiro no âmbito dos Sete Povos e no interior do sistema missioneiro. Foi ali que, a partir da ação de arquitetos europeus, iniciou-se a inserção da chamada arquitetura erudita nas reduções, que passaram a se sobrepor à estrutura urbana formal e funcionalmente consolidada da tipologia urbana missioneira".
Segundo vários autores (Schulze-Hofer, Marchiori, Gutierrez, Custódio, Rodrigues), a igreja se coloca entre as maiores realizações edilícias dos missionários jesuítas, só tendo um similar na redução da Trindade, no Paraguai. Em sua decoração foram usados motivos próprios da região, como os capitéis que substituíam as tradicionais folhas do acanto pelas da alcachofra, e frutos do apepu ornamentando as fachadas. No entanto, seu estilo geral é derivado diretamente da tradição europeia, mesmo que sua caracterização e genealogia estética exata sejam um tanto controversas. Tem sido apontada sua afinidade com a Igreja de Jesus em Roma, projeto de Giacomo Vignola, uma das obras fundadoras da arquitetura barroca, e que, na expressão de Custódio, "além de ser um marco identificador da matriz da Companhia [de Jesus], ela será amplamente utilizada como arquétipo nos projetos jesuíticos". Diz Paula Rodrigues: "Conforme Custódio (2000), e Stello (2005), entre outros, afirma-se que a importância do conjunto arquitetônico das Missões de São Miguel dá-se pela relevância de ter estado no centro dos acontecimentos da Guerra Guaranítica (1750-1756) e do Tratado de Madri (1750), e pela riqueza do conjunto da redução jesuítica".

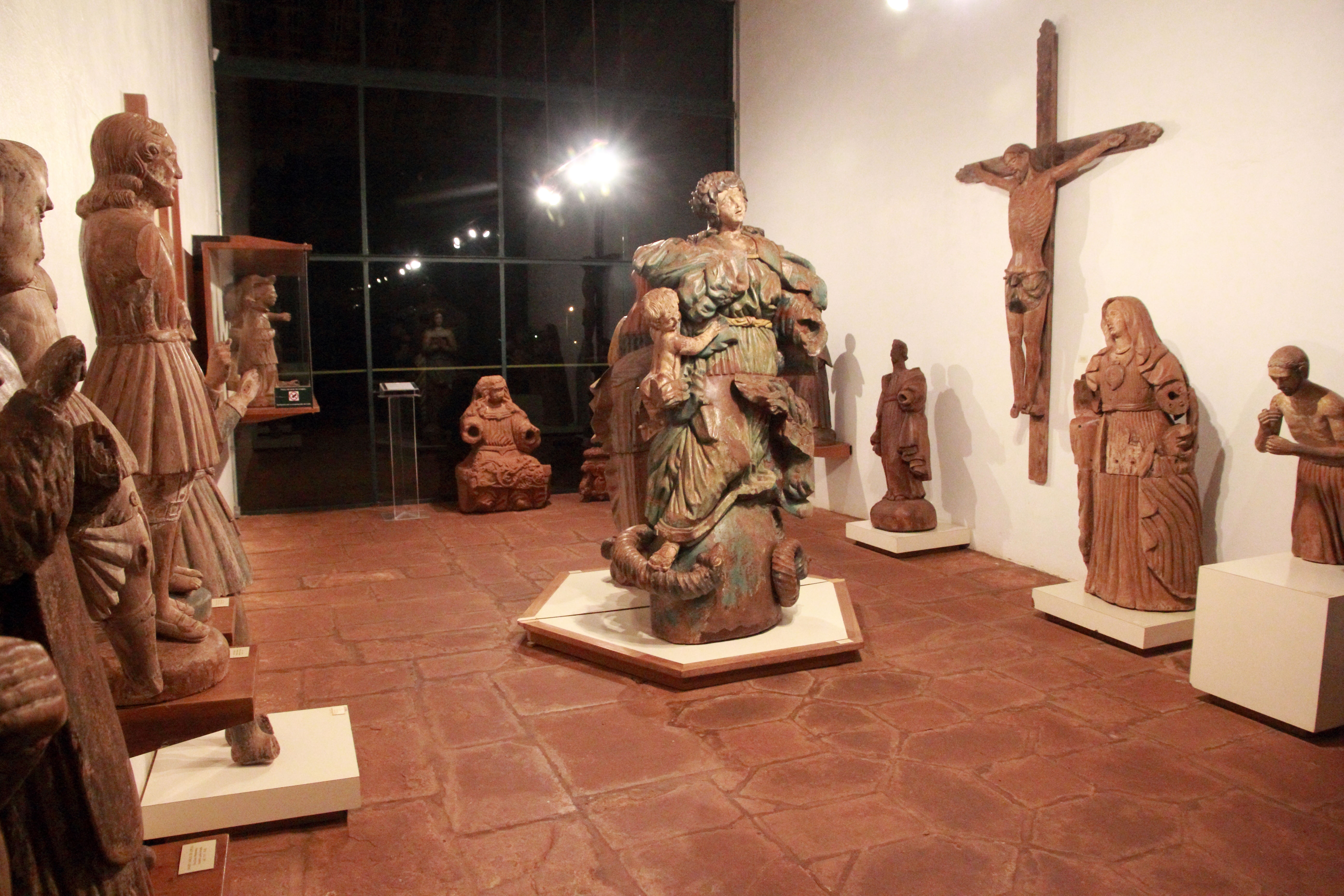
Uma das salas do Museu das Missões.

A civilização criada pelos jesuítas nas reduções tem dado margem a enorme polêmica, em que se discute os seus alegados méritos e fracassos, mas sua herança material e imaterial tem uma importância reconhecida consensualmente pelo seu valor histórico e cultural. Sua proteção como "Lugar Histórico" pela Lei de Terras de 1922 do Governo do Estado, e o tombamento em nível nacional realizado pelo IPHAN em 1938, são outras atestações da grande relevância do monumento, reconhecida internacionalmente em 1983, quando a UNESCO o declarou Patrimônio da Humanidade, junto com as ruínas argentinas de  San Ignacio Miní, Nossa Senhora de Santa Ana, Nossa Senhora de Loreto (Argentina) e Santa María Maior, dizendo a seu respeito: "Os remanescentes destas missões jesuíticas são exemplos superlativos de um tipo de edificação e de conjunto arquitetural que ilustra um período significativo da história da Argentina e do Brasil".
As ruínas de São Miguel, em particular a imagem da igreja, se tornaram um dos principais ícones do estado do Rio Grande do Sul. Para o Movimento Tradicionalista Gaúcho, "a história das missões é uma das raízes da cultura regional gaúcha", e elas estão na base de toda uma corrente musical regionalista, a chamada "música missioneira", que nasceu na década de 1960 como forma de contestação política contra a ditadura militar e a homogeneização cultural. O sítio é a maior base de identificação comunitária para São Miguel das Missões, que formou-se em seu redor diretamente vinculada a ele, é o mais importante polo cultural da cidade, que não tem outros museus nem teatros e possui poucas outras opções de cultura, está no centro de várias festas locais, e é uma das suas principais fontes de renda através da sua exploração turística. Por outro lado, a crescente interferência reguladora de instâncias oficiais e técnicas distantes da comunidade tem gerado algumas tensões, pois uma parcela dos cidadãos de São Miguel das Missões sente que a cidade e seus habitantes estão sendo progressivamente alijados das decisões a respeito de seu principal patrimônio e foco identitário.
Também é hoje uma grande atração turística, recebendo 80 mil visitantes por ano. O sítio foi integrado ao roteiro estadual Rota Missões, sendo o mais importante monumento histórico da Região das Missões, e faz parte do Circuito Internacional Integrado das Missões Jesuíticas dos Guarani, declarado pela UNESCO uma das quatro rotas de turismo cultural internacional mais importantes do mundo. A definição do Circuito, que inclui sítios do Paraguai, Argentina e Brasil onde estão sete Patrimônios da Humanidade, é considerada a abertura de um auspicioso caminho para fomentar o desenvolvimento regional, especialmente através do turismo, e para uma aproximação cultural, política e econômica de países que compartilham de uma História comum. Este potencial, ainda pouco explorado, e que pode integrar também a Bolívia e o Uruguai, vem sendo reconhecido em maior escala.

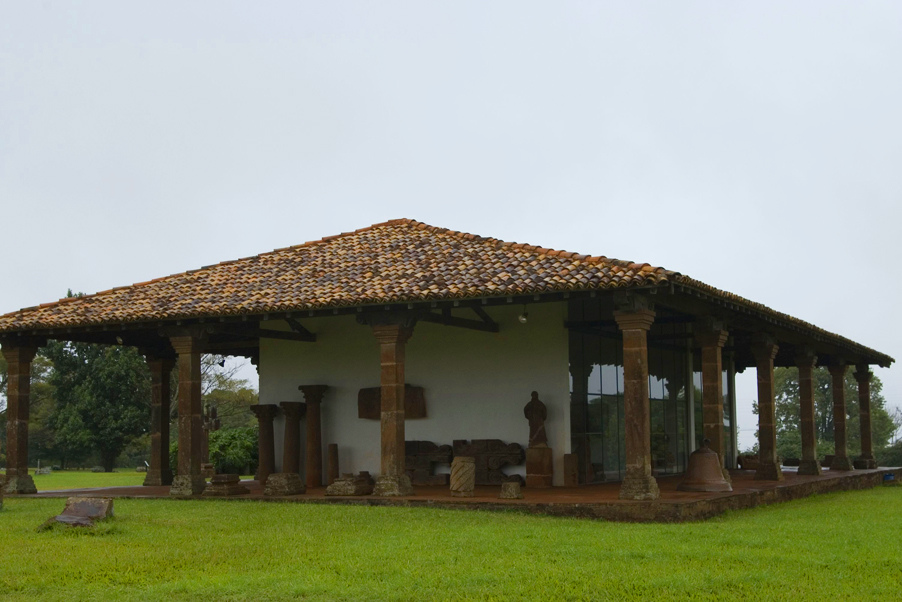
O Museu das Missões.

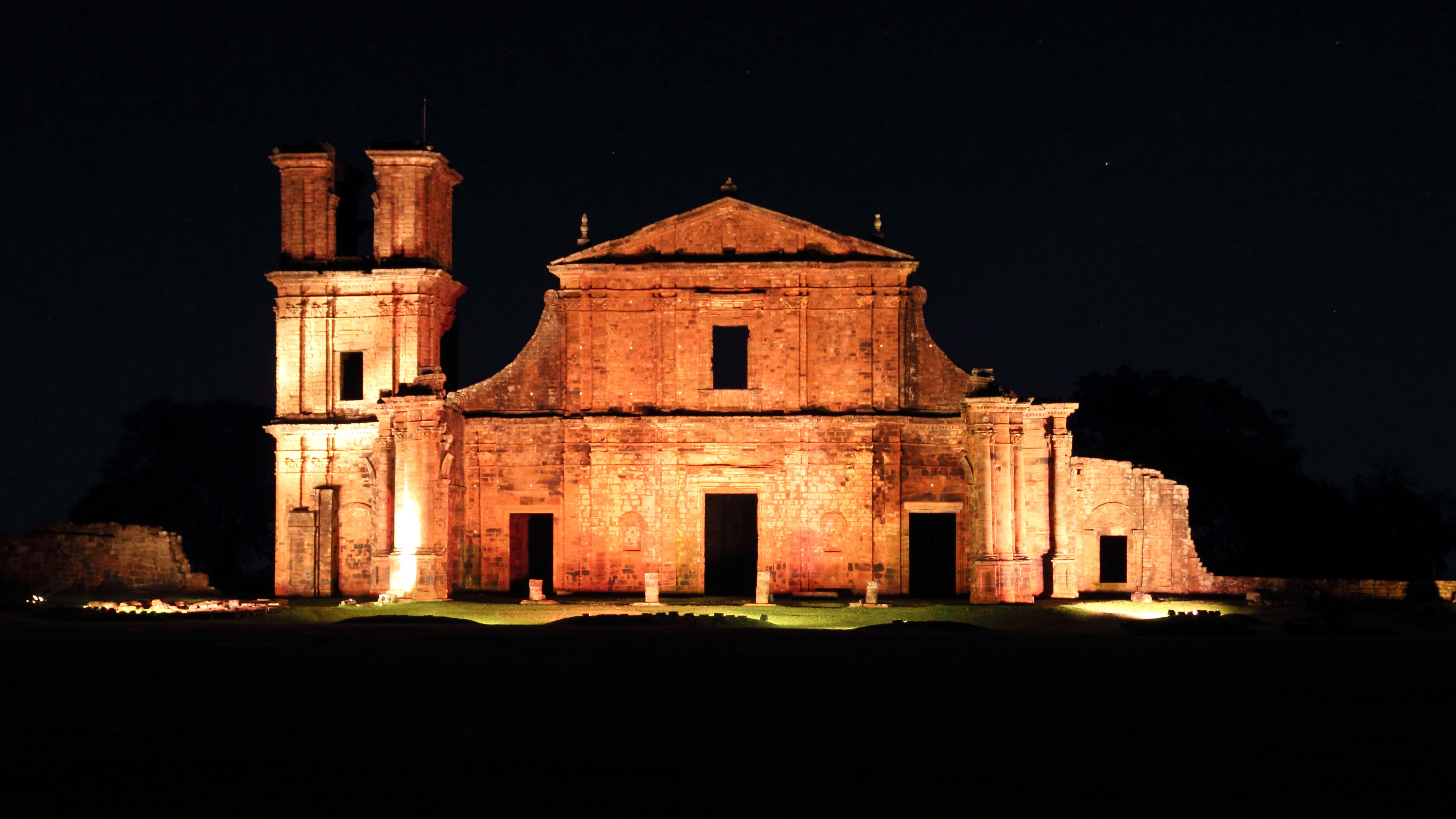
As ruínas com sua iluminação especial.

O Museu das Missões, que está sob a tutela do Instituto Brasileiro de Museus (IBRAM), tem uma programação cultural variada e mantém um sistema de visitas guiadas.  O prédio do museu por si é uma atração à parte, sendo considerado por alguns autores como uma das melhores realizações do primeiro Modernismo no estado, mas foi construído há mais de setenta anos, quando prevalecia uma outra concepção museológica, e apesar de já ter passado por duas reformas, sua adequação à função de museu conforme a conceituação mais atual ainda é problemática, carecendo de espaço e de equipamentos necessários a uma perfeita conservação, manejo e exposição do acervo. O espaço do sítio foi qualificado com um projeto de iluminação especial, criando-se o Espetáculo de Som e Luz, que narra a história do local em meio a efeitos especiais. Porém, o acesso à região é difícil, a infra-estrutura de acolhida ainda tem pontos deficitários, e a propaganda sobre o monumento é relativamente pequena. Em 2013 o monumento completou 30 anos de sua inscrição na lista do Patrimônio Mundial, ocasião que foi comemorada com festas, atividades culturais e realização de documentários, e com a garantia de auxílio do PAC das Cidades Históricas para melhorar a infra-estrutura do sítio histórico e revitalizar o Espetáculo de Som e Luz. Em abril de 2016 um tornado atingiu a região. As ruínas sofreram um impacto superficial mas o museu foi seriamente danificado, além de causar danos graves em 83 peças do acervo. Poucos dias depois do desastre um projeto de restauro começou a ser organizado pelo IBRAM e o IPHAN em parceria com outras instituições. Enquanto ele não era finalizado, o museu foi evacuado e seu acervo instalado provisoriamente em um prédio nas proximidades. Em setembro de 2017 o prédio foi reaberto ao público, inteiramente recuperado, mas parte do acervo ainda estava em restauro. As obras tiveram um custo de R$ 1,68 milhão.
Apesar das contradições inerentes ao projeto missioneiro jesuítico, aparentemente os índios reduzidos se tornaram muito apegados aos seus povoados. Um relato de Saint-Hilaire, que passou pela região em 1822, refere que uns poucos índios idosos que ali ainda viviam se lembravam com afeto dos padres, e daquele tempo como uma idade dourada. A antiga redução de São Miguel ainda guarda forte apelo para as comunidades guarani que sobrevivem nas redondezas, que são herdeiras diretas da cultura colonial. De acordo com Walmir Pereira, as ruínas "representam para os Mbyá um eficaz referente prático-simbólico na incorporação mítico-histórica da experiência temporal reducional, [...] um poderoso símbolo da tradição e ancestralidade indígena", criando novas leituras da História em conformidade com suas próprias experiências, memórias e percepções. Programas do governo e instâncias acadêmicas têm procurado desenvolver projetos de fomento de tradições ligadas ao local, entre eles a instalação de um Ponto de Memória e a realização do Inventário Nacional de Referências Culturais da Comunidade Mbyá-Guarani em São Miguel Arcanjo, iniciado em 2004, que documenta suas referências culturais, seu modo de vida e sua relação com as ruínas, conhecidas por eles como Tava Miri, ou Sagrada Aldeia de Pedra. A antropóloga Maria Inês Ladeira recolheu expressivo relato de Krexu Miri, líder espiritual guaraní:

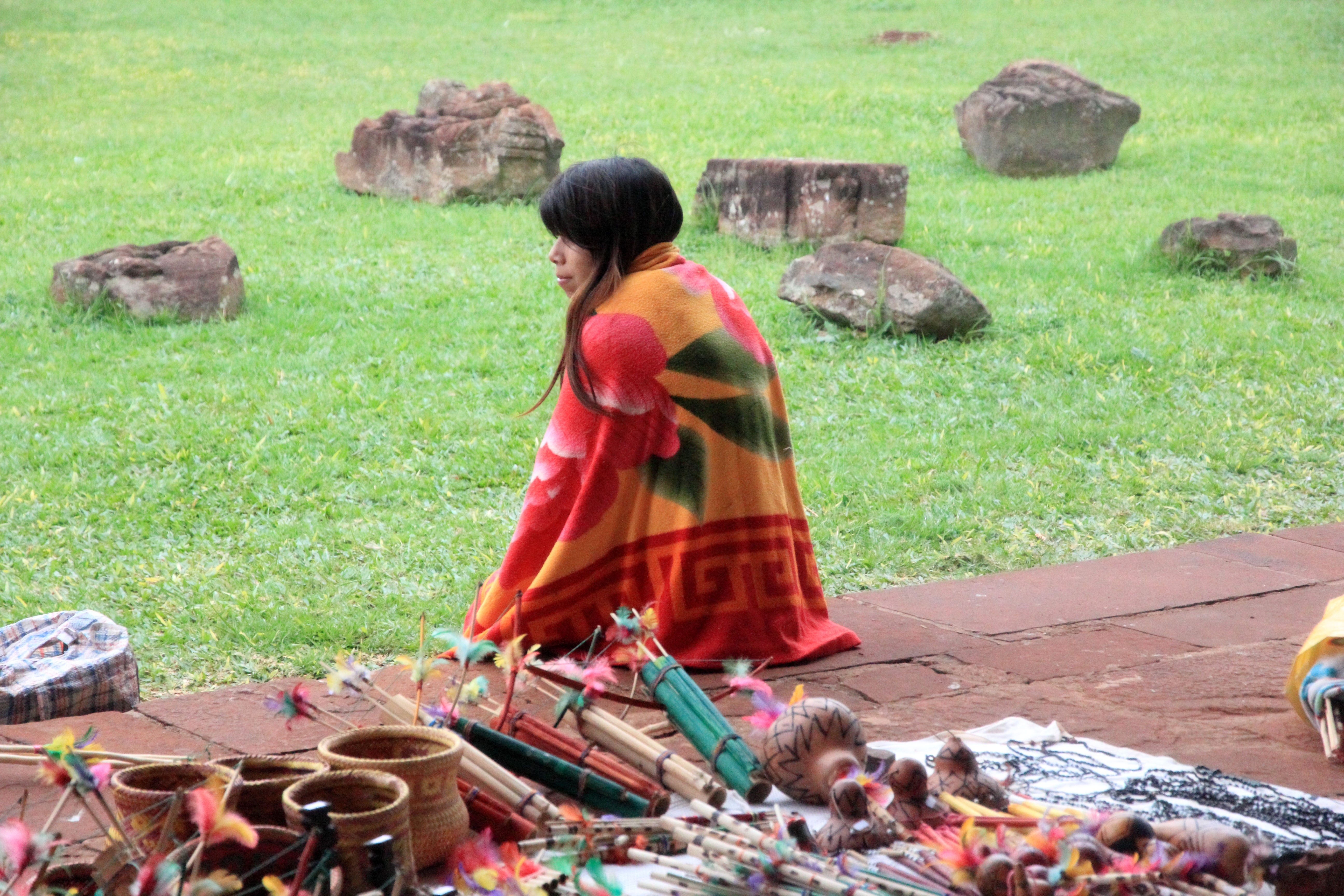
Uma guarani vendendo artefatos junto ao prédio do Museu das Missões.

"Esse é o trabalho dos antigos verdadeiros, dos índios guarani. Onde os nossos avós Nhanderú Mirim ouviram a palavra de Nhanderu Tenondegua (nosso pai primeiro) e ensinaram as crianças e os adultos, para seguirem no caminho certo. Este é o trabalho verdadeiro, e não pensei que um dia eu ia pisar nesse lugar. Esse é o lugar onde nossos avós antigos ficavam, antes de partir para outro mundo (yvyju mirim). O branco tentou destruir mas Nhanderu não permitiu. Nosso pai verdadeiro fez esta tava, este o trabalho de nossos parentes guarani antigos. Trabalho que nunca vai acabar, esta tava, ainda que os brancos venham visitar todos os dias. Este foi o nosso pai verdadeiro que fez, e porque não tem pessoa (nhandéva) que chorem por ela, é por isso que os brancos falam que foram eles que deixaram antigamente".
Nesta condição de Tava Miri, em 2015 o sítio recebeu um estatuto especial concedido pelo IPHAN, inscrito no Livro de Registro dos Lugares como Patrimônio Cultural do Brasil. As ruínas foram também integradas a um roteiro de turismo religioso, o Caminho das Missões, passando por várias cidades da região, inspirado no famoso Caminho de Santiago de Compostela, e que inclui elementos cristãos e guaranis.
O local ainda permanece como um fértil campo de estudos para arqueólogos, historiadores e outros especialistas, havendo vários projetos em desenvolvimento ligados à antiga redução, e tem gerado considerável bibliografia acadêmica. Na declaração de Roberto di Stefano, consultor da UNESCO, o sítio é o monumento brasileiro mais estudado cientificamente. A UNESCO e o IPHAN têm dado apoio continuado à preservação material do sítio, ao resgate de seu patrimônio imaterial e à promoção de atividades culturais e educativas, e entre as outras instituições que têm participado ativamente no fomento de vários aspectos do sítio estão o World Monuments Fund, o Instituto Brasileiro de Museus, o Instituto Andaluz do Patrimônio Histórico e o Instituto Ítalo-latino-americano. O Projeto Missões — Computação Gráfica, em convênio com o IPHAN, elaborou uma reconstrução virtual e interativa do sítio histórico e seus edifícios. A igreja serviu como modelo básico para a construção da Catedral de Santo Ângelo, acrescentando uma torre extra e fazendo algumas modificações no desenho.